# Partecipanti alla Vuelta a España 1968
Elenco dei partecipanti alla Vuelta a España 1968.
Presero parte alla corsa 90 corridori, suddivisi in 9 squadre. Di questi 39 si ritiraroro e 51 giunsero al traguardo finale di Bilbao.

## Corridori per squadra
| Pelforth-Sauvage-Lejeune | Pelforth-Sauvage-Lejeune | Pelforth-Sauvage-Lejeune | Fagor-Fargas | Fagor-Fargas                | Fagor-Fargas | Salvarani | Salvarani               | Salvarani |
| ------------------------ | ------------------------ | ------------------------ | ------------ | --------------------------- | ------------ | --------- | ----------------------- | --------- |
| 1                        | Jan Janssen              | 6º                       | 31           | José María Errandonea       | 4º           | 61        | Rudi Altig              | 18º       |
| 2                        | Bernard Van De Kerckhove | R                        | 32           | Francisco Gabica            | 13º          | 62        | Tommaso De Prà          | R         |
| 3                        | Willy Monty              | 44º                      | 33           | Eusebio Vélez               | 3º           | 63        | Giancarlo Ferretti      | 30º       |
| 4                        | Jean Pierre Ducasse      | 12º                      | 34           | Luis Pedro Santamarina      | 28º          | 64        | Felice Gimondi          | 1º        |
| 5                        | Édouard Delberghe        | 47º                      | 35           | José Manuel López Rodríguez | 16º          | 65        | Pietro Guerra           | 46º       |
| 6                        | Fernand Etter            | 42º                      | 36           | Domingo Perurena            | 24º          | 66        | Mario Minieri           | 50º       |
| 7                        | Johny Schleck            | 26º                      | 37           | José Antonio Momeñe         | 17º          | 67        | Pietro Partesotti       | R         |
| 8                        | Jean-Claude Lefebvre     | R                        | 38           | Luis Ocaña Pernia           | R            | 68        | Wilfried Peffgen        | 22º       |
| 9                        | Jean Vidament            | R                        | 39           | Jesús Aranzabal             | 33º          | 69        | Roberto Poggiali        | 35º       |
| 10                       | René Chtiej              | R                        | 40           | Luis Otaño                  | 11º          | 70        | Dino Zandegù            | R         |
| Ferrys                   | Ferrys                   | Ferrys                   | Bic          | Bic                         | Bic          | Karpy     | Karpy                   | Karpy     |
| 11                       | Eduardo Castelló         | R                        | 41           | Lucien Aimar                | 9º           | 71        | Fernando Manzaneque     | 21º       |
| 12                       | Ventura Díaz             | 15º                      | 42           | Arie den Hartog             | R            | 72        | Manuel Martín Piñera    | 40º       |
| 13                       | Juan Daniel Perera       | R                        | 43           | Cees Haast                  | 20º          | 73        | Manuel Mesa Fernández   | R         |
| 14                       | Ramón Sáez               | 32º                      | 44           | Siegfried Adler             | R            | 74        | Juan María Uribezubia   | 29º       |
| 15                       | José Antonio Pontón      | R                        | 45           | Anatole Novak               | 49º          | 75        | Juan José Sagarduy      | 41º       |
| 16                       | Ángel Ibáñez             | R                        | 46           | Michel Grain                | 37º          | 76        | José Ramón Goyeneche    | 48°       |
| 17                       | Gabino Erenozega         | R                        | 47           | Paul Lemeteyer              | 43º          | 77        | Bruno Sivilotti Pidutti | R         |
| 18                       | Esteban Martín           | R                        | 48           | Jean Milesi                 | R            | 78        | Andrés Incera           | R         |
| 19                       | Salvador Canet           | 31º                      | 49           | Jean Graczyk                | R            | 79        | Domingo Fernández       | 51º       |
| 20                       | Sebastián Fernández      | R                        | 50           | Michael Wright              | 14º          | 80        | Jesús Isasi             | R         |
| Goldor-Gerka-Main d'Or   | Goldor-Gerka-Main d'Or   | Goldor-Gerka-Main d'Or   | KAS-Kaskol   | KAS-Kaskol                  | KAS-Kaskol   | Faema     | Faema                   | Faema     |
| 21                       | Eric De Vlaeminck        | R                        | 51           | Carlos Echeverría           | 8º           | 81        | Antonio Bailetti        | R         |
| 22                       | André Planckaert         | R                        | 52           | José Pérez Francés          | 2º           | 82        | Victor Van Schil        | 23º       |
| 23                       | Paul Konings             | R                        | 53           | Antonio Gómez del Moral     | 7º           | 83        | Joseph Spruyt           | 10º       |
| 24                       | Raymond Steegmans        | R                        | 54           | Gregorio San Miguel         | 36º          | 84        | Martin Van Den Bossche  | 38º       |
| 25                       | Willy Vekemans           | R                        | 55           | Vicente López Carril        | 34º          | 85        | Mino Denti              | R         |
| 26                       | Etienne Sonck            | R                        | 56           | Sebastián Elorza            | 25º          | 86        | Luciano Soave           | 39º       |
| 27                       | Édouard Ernst            | R                        | 57           | José Manuel Lasa            | 27º          | 87        | Vittorio Adorni         | 5º        |
| 28                       | Édouard Weckx            | R                        | 58           | Aurelio González            | R            | 88        | Julien Delocht          | R         |
| 29                       | Jan Cools                | R                        | 59           | José Luis Errandonea        | R            | 89        | Lino Farisato           | 45º       |
| 30                       | Gilbert Verlinde         | R                        | 60           | Andrés Gandarias            | 19º          | 90        | Pietro Scandelli        | R         |